# SIMes
SIMes（或称H2IMes）是一种氮杂环卡宾，在室温下是白色固体，可溶于有机溶剂。该化合物被用作有机金属化学配体，如格拉布催化剂。母体杂环为饱和的咪唑啉啶（S代表饱和），与之结构相似的IMes是更常用的配体，不过SIMes的灵活性更好。SIMes可以通过三甲基苯胺对1,2-二溴乙烷的N,N-双烷基化，并进行闭环、脱氢等过程得到其鎓盐。

## 脚注
1. ↑  旧称